# Tušická Nová Ves
Tušická Nová Ves (bis 1927 slowakisch auch „Novejsa“; ungarisch Tusaújfalu – bis 1907 Tussaújfalu) ist eine Gemeinde im Osten der Slowakei mit 506 Einwohnern (Stand 31. Dezember 2024), die zum Okres Michalovce, einem Teil des Košický kraj, gehört und in der traditionellen Landschaft Zemplín liegt.

## Geographie
Die Gemeinde befindet sich im Ostslowakischen Tiefland, in der Untereinheit Ostslowakische Ebene, auf einem Aggradationsdeich am rechten Ufer der Ondava. Das Ortszentrum liegt auf einer Höhe von 108 m n.m. und ist 10 Kilometer von Sečovce sowie 17 Kilometer von Michalovce entfernt.
Nachbargemeinden sind Tušice im Norden, Moravany im Osten, Horovce im Süden, Vojčice im Südwesten und Dvorianky im Westen.

## Geschichte
Tušická Nová Ves wurde zum ersten Mal 1342 als Wyfalw schriftlich erwähnt, weitere historische Bezeichnungen sind unter anderen Tussicska Nowa Wes (1773). Das Dorf war zuerst Besitz der Gutsherren von Tušice, vom 15. bis zum 19. Jahrhundert besaß die Familie Kéry Gutsanteile, gefolgt vom Geschlecht Andrássy im 20. Jahrhundert. 
1715 gab es acht verlassene und vier bewohnte Haushalte. 1787 hatte die Ortschaft 36 Häuser und 269 Einwohner, 1828 zählte man 47 Häuser und 353 Einwohner, die als Landwirte und Viehzüchter tätig waren.
Bis 1918/1919 gehörte der im Komitat Semplin liegende Ort zum Königreich Ungarn und kam danach zur Tschechoslowakei beziehungsweise heute Slowakei. Nach dem Zweiten Weltkrieg wurde die örtliche Einheitliche landwirtschaftliche Genossenschaft (Abk. JRD) im Jahr 1959 gegründet, ein Teil der Einwohner pendelte zur Arbeit nach Košice, Michalovce, Sečovce und Trebišov.

## Bevölkerung
| Jahr                | 1994 | 2004    | 2014    | 2024    |
| ------------------- | ---- | ------- | ------- | ------- |
| Anzahl der Personen | 622  | 585     | 555     | 506     |
| Unterschied         |      | −5,94 % | −5,12 % | −8,82 % |

| Jahr                | 2023 | 2024    |
| ------------------- | ---- | ------- |
| Anzahl der Personen | 509  | 506     |
| Unterschied         |      | −0,58 % |

Nach der Volkszählung 2011 wohnten in Tušická Nová Ves 560 Einwohner, davon 543 Slowaken, sowie jeweils ein Magyare, Pole und Tscheche. Ein Einwohner gab eine andere Ethnie an und 13 Einwohner machten keine Angabe zur Ethnie.
335 Einwohner bekannten sich zur römisch-katholischen Kirche, 125 Einwohner zur reformierten Kirche, 32 Einwohner zur griechisch-katholischen Kirche, 28 Einwohner zu den Zeugen Jehovas, 16 Einwohner zur Evangelischen Kirche A. B. und zwei Einwohner zur orthodoxen Kirche. Sechs Einwohner waren konfessionslos und bei 16 Einwohnern wurde die Konfession nicht ermittelt.

## Bauwerke und Denkmäler
- römisch-katholische Kirche aus dem Jahr 1994

## Wirtschaft und Verkehr
Durch Tušická Nová Ves führt die Cesta III. triedy 3737 („Straße 3. Ordnung“) zwischen Dvorianky und Horovce. Der nächste Bahnanschluss ist in Dvorianky an der Bahnstrecke Trebišov–Vranov nad Topľou, seit 2003 wird der dortige Bahnhof im regelmäßigen Personenverkehr nicht mehr angefahren. Der nächste angefahrene Bahnhof ist in Bánovce nad Ondavou an der Bahnstrecke Michaľany–Łupków.